# Francesco Gallo (INIS)
Pour les articles homonymes, voir Francesco Gallo (homonymie).
Né en 1955 à Ievoli, lieu-dit de Feroleto Antico (Calabre, Italie) Francesco Gallo est devenu INIS, un acronyme pour Io Nato Ievoli Sono (je suis né à Ievoli).
Peintre et sculpteur, INIS restaure depuis 15 ans les fresques de très nombreuses églises baroques d’Isère et de Savoie.

## Les années italiennes
De son vrai nom, Francesco Gallo, Inis, ce qui signifie «Io Nato Ievoli Sono» (traduisez «je suis né à Ievoli») a de plus loin qu'il se souvienne toujours voulu être un artiste. Né en 1955, dans un petit village de Calabre appelé Ievoli, situé au pied de la montagne, entre deux mers, Inis est originaire d'une famille de paysan. Le dessin, la peinture sont déjà là dans sa vie. Il compose sur des bouts de cartons avec des pinceaux qu'il fabrique lui-même à l'aide de poils d'animaux. Il peint quand il est seul, à l'abri des regards, dans la montagne, pendant les longues heures passées à garder les chèvres. Alors souvent, trop souvent plongé dans ses rêves, il égare les bêtes et se fait sermonner. Trente ans plus tard, lors de l'un de ses retours au pays, Inis retrouvera dans une de ses cachettes à l'abri des chataigniers ses tubes de couleurs. Cette montagne, ces paysages sont ses premiers modèles, le décor de ses premiers dessins, jamais il ne les oubliera, quand des années plus tard, il peint ses chèvres bleues c'est en hommage à ses années d'enfant. 
À huit ans, il vend son premier dessin, un oiseau, dans le village pour l'équivalent de cinq euros. Pourtant, dans ce pays où la terre est la seule richesse, il n'y a pas de place pour les arts, son père n'imagine pas que son fils puisse un jour vivre de sa passion. Le petit Francesco, lui, en est convaincu, mais il sait pour cela qu'il devra quitter son village et sa famille. 
À quinze ans, Francesco part s'installer à Naples. Il suit des cours à l'école des Beaux-Arts, où il reçoit les premières reconnaissances de son travail, un premier prix de sculpture et des encouragements de grands critiques d'art. L'un d'eux l'incite à se rendre à Paris. 

## L'arrivée en France
Inis est vraiment né en Calabre, mais il doit partir pour la France, terre de ses modèles Picasso, Braque, Chagall ou encore De Staël. En 1974, il quitte Naples pour Paris, avec pour seul trésor, son talent et une lettre de recommandation donnée par un critique d'art à destination de Jacques Chirac, alors premier ministre. Mais sur le chemin, il fait une halte en Maurienne pour visiter de la famille. Il passe quelques jours sur les hauteurs du petit village de Saint-Julien-Mont-Denis, et là, l'œil du peintre est accroché par la qualité de la lumière de cette vallée qui lui rappelle ses jeunes années en Calabre. Il tombe sous le charme de ce qu'il appelle aujourd'hui encore avec tendresse «la vallée bleue». Surtout, Inis croit en son destin, et un jour de 1974, alors qu'il s'apprête à reprendre la route pour Paris, un mètre de neige recouvre la vallée de la Maurienne. La beauté mêlée du silence, de la blancheur et du ciel bleu, et la sécurité de la famille, tout l'incite à rester. Inis se lance un pari, «je vais rester et je vais réussir ici».
En France, Inis repart de zéro. Mais comme toujours, il croit en son destin,  «à ces chemins qui nous porte» comme il aime le rappeler. La Maurienne l'inspire, il y voit aussi un lien supplémentaire avec un de ses modèles, le peintre Nicolas De Staël. Leurs parcours respectifs sont truffés de points communs, la Maurienne, où le peintre aimait venir se ressourcer en est un de plus. Pendant cinq ans, Francesco va travailler sans relâche, d'abord la journée à l'usine pour faire bouillir la marmite, et chaque soir, sur son chevalet, il se ressource et redevient Inis. Les temps sont durs mais cet acharnement va finir inévitablement par porter ces fruits. 
L'artiste fait peu à peu découvrir son travail. Il est bientôt repéré par des amateurs d'art et des galeristes, parmi lesquels François Chabanian et Jocelyne Perbet qui croient rapidement dans son art et avec qui il travaille toujours aujourd'hui. Inis peut enfin se consacrer entièrement à son métier entre ses ateliers de Saint-Julien-Mont-Denis et du Châtelard (dans les Bauges) et sa galerie à Saint-Jean-de-Maurienne.

## Son travail
Inis travaille beaucoup. Peinture, sculpture, céramique. Toutes les techniques et les matières : huile, aquarelle, gouache, pastel, encre. Dans son atelier, il y a toujours plusieurs tableaux ou sculptures en attente. L'artiste fourmille d'idées. Et puis, comme ses modèles, il sait «qu'il faut tout une vie pour être artiste». Il est toujours à la recherche du bon geste, de la bonne couleur. Son art a évolué, au fil des ans, il a créé sa propre écriture, de plus en plus épurée. Les thèmes de ses œuvres aussi ont évolué, il y a l'enfance à travers les paysans ou les chèvres bleues, les voyages avec la corrida ou la ville. Inis n'est pas un peintre conceptuel, «je représente ce que la vie nous donne» se plait-il à rappeler.
Inis aime découvrir le monde. Le plus souvent en train, pour prendre le temps de contempler. Il traverse l'espace et le temps. Les voyages le nourrissent de rencontres, par contre, il dessine rarement ce qu'il voit. Il préfère s'imprégner des lieux et des hommes. Il sera toujours tant de leur redonner vie à l'atelier. Cela lui permet ensuite de promener «ses personnages» dans le monde entier, ainsi, les mêmes silhouettes qui peuplent ses tableaux sur les paysans, peuplent aujourd'hui les villes.  

## Inis et Saint-Jean-de-Maurienne
C'est en 1974 qu'Inis pose ses valises à Saint-Jean de Maurienne. Aujourd'hui, artiste connu et reconnu, il rend à la ville ce qu'elle lui a donné, en restaurant deux bâtiments de la rue Saint-Antoine. Il s'inscrit ainsi dans la tradition des artistes, acteurs du renouveau d'un patrimoine endormi. Inis cherche aussi la reconnaissance de sa famille, la Maurienne. Il a toujours voulu rentrer dans le cœur des Mauriennais. Au-delà de ses peintures, il s'est donc attaché à défendre leur patrimoine, en restaurant de nombreuses églises et chapelles de la région. Pour ce travail, Inis pense que l'artiste a toute sa place, pour lui «il faut être artiste avant tout pour être un bon restaurateur, il lui suffit simplement de trouver sa juste place». Il restaure ainsi plusieurs églises et chapelles à Pontamafrey, à Albiez le vieux et Saint-Julien-Mont-Denis. Il consacre même trois ans à la restauration de l'église de Saint-Alban-des-Hurtières. Il y fait tout de la maçonnerie à la finalité du décor. Ce travail représente une autre forme de consécration, une étape importante pour l'artiste profondément catholique qu'il est.
Enfin, Inis projette de créer une fondation, «le Fond'Art» à Saint-Jean de Maurienne. Avec cette fondation, il veut mettre en œuvre quelques-uns des grands projets qu'il a dans la tête depuis longtemps comme, aider un enfant du monde doué pour l'art en lui attribuant une bourse d'études de cinq ans, mais aussi soutenir des artistes malades, ou des associations, et enfin réaliser un lieu d'exposition et de rencontres autour de l'art en Maurienne. 
Dans ses œuvres comme dans sa vie, il y a toujours chez Inis ce désir de partager avec les autres. L'artiste dans la vie, avec la peinture comme écriture.